# Preis der Ökumenischen Jury
Mit dem Preis der Ökumenischen Jury werden auf Filmfestivals hervorragende Filme ausgezeichnet, die wichtige soziale und interreligiöse Themen aufnehmen. Ökumenische Jurys gibt es auf über 30 Festivals, sie werden konfessionell paritätisch besetzt.

## Geschichte
Eine Ökumenische Jury konstituierte sich erstmals 1973 auf dem Internationalen Filmfestival von Locarno auf Anregung des Festival-Chefs Moritz de Hadeln, der die christlichen Kirchen verstärkt in die Filmfestspiele einbinden wollte. Die zweite Jury in Cannes 1974 folgte.
Die als Experiment gedachte ökumenische Zusammenarbeit wurde bald einem festen Bestandteil der Filmarbeit beider Kirchen.

„Die kirchlichen Jurys entwickeln, teilweise früher als andere, ein Gespür für Filmtendenzen, die am Rande stehen und verdienen, mehr in den Mittelpunkt gerückt zu werden. Sie entdecken das Filmschaffen aus anderen Kontinenten. Sie machen sich stark für Sozial- und Gesellschaftskritik im Film […]“

In den 1980er-Jahren rückte Spiritualität und die interreligiöse Thematik von Filmen ins Blickfeld der Jurys, die Jurys engagierten sich verstärkt auch in Osteuropa. Seit 1989 arbeitet eine Ökumenische Jury unter Beteiligung der Orthodoxen Kirche beim Internationalen Filmfestival Moskau.
Bei den Filmfestspielen von Locarno 2012 bildeten die Feiern zum 40-jährigen Jubiläum der „Ökumenischen Jurys“ einen Schwerpunkt im Rahmenprogramm.
Ökumenische Jurys gibt es u. a. auf der Berlinale, den internationalen Festivals von Cannes, Karlovy Vary, Locarno und Mannheim-Heidelberg. Beim Filmfestival „Goldene Aprikose“ Jerewan und dem World Film Festival Montréal gibt es keine Ökumenische Jury mehr. Bei manchen Filmfestivals entsenden Signis oder Interfilm einzeln Jurys: Bei den Nordischen Filmtagen Lübeck zum Beispiel gibt es eine vierköpfige Interfilm-Jury.

## Die Arbeit der Jurys
Die Jurys verleihen die Preise (und eventuell Lobende Erwähnungen) an „Filmschaffende, die in ihren Filmen ein menschliches Verhalten oder Zeugnis zum Ausdruck bringen, das mit dem Evangelium in Einklang steht, oder die es in ihren Filmen schaffen, die Zuschauer für spirituelle, menschliche und soziale Werte zu sensibilisieren“. Die Mitglieder der Jurys und die sie delegierenden Organisationen suchen die ausgezeichneten Filme in ihren Ländern bekannt zu machen und ihre Auswertung zu fördern.
Berufen werden die Ökumenischen Jurys für die katholische Kirche durch den Medienverband Signis (zuvor Organisation catholique internationale pour le cinéma et l’audiovisuel, OCIC) und für die protestantischen, anglikanischen und orthodoxen Kirchen durch die Filmorganisation Interfilm.

## Belege
1. 1 2 3  Herbert Spaich: 40 Jahre Ökumenische Jury (Memento vom 24. September 2015 im Internet Archive), SWR-Kino-Blog Filmspaicher, 10. August 2012
2. ↑  Louisiane Arnera: 40 Jahre Ökumenische Jury in Cannes, Interfilm, 15. Mai 2014
3. 1 2  Julia Helmke: 50 Jahre INTERFILM (Memento vom 12. Dezember 2013 im Internet Archive), Gemeinschaftswerk der Evangelischen Publizistik
4. ↑  Hans Werner Dannowski: INTERFILM. Evangelische Filmarbeit in ökumenischer und internationaler Perspektive, in: Martin Ammon, Eckart Gottwald: Kino und Kirche im Dialog, Vandenhoeck & Ruprecht, Göttingen 1996, ISBN 3525603924, S. 201
5. ↑  40 Jahre Ökumenische Jury!, kath.ch, 1. August 2012
6. ↑  Preise der Ökumenischen Jury (Memento des Originals vom 28. Februar 2012 im Internet Archive)  Info: Der Archivlink wurde automatisch eingesetzt und noch nicht geprüft. Bitte prüfe Original- und Archivlink gemäß Anleitung und entferne dann diesen Hinweis., 64. Internationale Filmfestspiele Berlin 2014
7. ↑  40 Jahre Ökumenische Jury in Cannes (Memento vom 24. März 2016 im Internet Archive), Gemeinschaftswerk der Evangelischen Publizistik, 15. Mai 2014